# 加菲爾德縣 (內布拉斯加州)
加菲爾德縣（英語：Garfield County）是美國內布拉斯加州中部的一個縣。面積1,480平方公里。根據美國2000年人口普查，共有人口1,902人。治所布韋爾 (Burwell)。
成立於1884年。縣名紀念第二十任總統詹姆斯·加菲爾德。